# Сиденков, Иван Иванович
Иван Иванович Сиденков (род. 1 марта 1984, Ленинград) — российский футбольный судья.
Категорию футбольного арбитра получил в 2007 году. С 2010 года судил матчи любительского первенства России, с 2012 года — второго дивизиона. Судил много матчей ФНЛ и ПФЛ группы «Запад». За 3 матча в ПФЛ 2018 года выдал 13 желтых и 1 красную карточку, а в ФНЛ 2018/19 годов за 15 матчей выдал 89 желтых и 5 красных карточек (в среднем около 6 желтых карточек за матч), а за первые 3 матча сезона 2019—2020 года выдал 16 желтых карточек (около 5 в среднем за один матч). Во время матча 10 августа «Томи» с «Ротором» выдал 5 желтых карточек.
Первый матч в качестве главного арбитра Российской премьер-лиги был «Химки» — «Арсенал» Тула (1:0) в декабре 2020 года. В ноябре 2021 года был главным арбитром на дерби московских «Спартака» и «Локомотива» и на 35-й минуте удалил спартаковца Руслана Литвинова. В своём следующем матче, «Химки»-«Локомотив» в августе 2022 года, отметился спорным удалением игрока «Локомотива» Мампасси. В июле 2023 года исключён из числа судей премьер-лиги по рейтингу.
По состоянию на конец 2024 года был главным судьей не менее чем на 190 матчах, в том числе на 16 матчах премьер-лиги.